# Roberto Laplaza y Muncig
Roberto Laplaza y Muncig (Bilbao, 1842-Madrid, 1930) fue un pintor español.

## Biografía

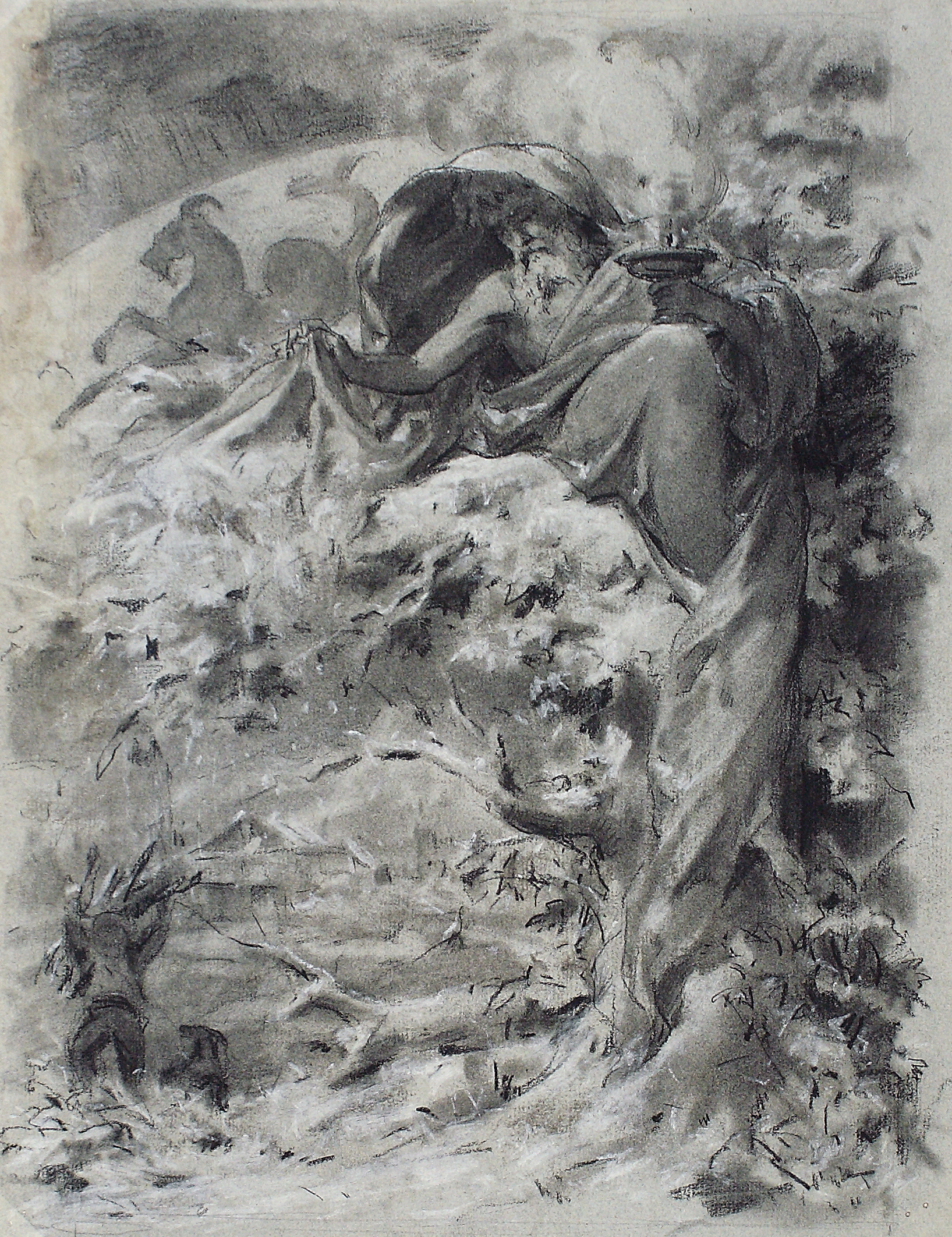
Alegoría del Invierno (1879), conservado en el Museo de Bellas Artes de Bilbao

Nació en Bilbao en 1842, y fue en Madrid su primer maestro Carlos Múgica. Ingresó después como alumno en la Escuela Especial de Bellas Artes, en cuyos concursos obtuvo diferentes premios y medallas.
En la Exposición Nacional de 1866 presentó Las santas mujeres en el sepulcro del Señor, Muerte de Sisara, Por dentro y Por fuera; en la de 1876 Un patio en la provincia de Guadalajara, y en la de 1881 Un estudio de flores, ó sea una gran orla de flores con un bajo relieve en el centro. A las Exposiciones particulares de Pedro Bosch y Ricardo Hernández llevó varios cuadros pequeños de flores, Un patio de una casa de lugar, Un muchacho atando leña, La comida de un trabajador, Habitación destinada al tinte en la fábrica de tapices, Entrada de una casa en Suances, Una calle del Escorial, Ecce-Homo orlado de flores (adquirido éste por la reina). Entre otros cuadros de Laplaza figuraron uno en la galería del duque de Bailén, que representaba Dos amigos de confianza; otro de flores con un asunto religioso, propiedad del conde de Casa Rojas en Valencia; Santa Cecilia para la estación del ferrocarril del Mediterráneo, y numerosos retratos de particulares.
Nombrado en 1874 suplente por el claustro de profesores de la Escuela de Artes y Oficios, desempeñó en ella algunos años una cátedra de dibujo. Dedicado principalmente a la pintura decorativa, ejecutó diversos trabajos de este género en el palacio de los Duques de Bailén, en el de Juan Anglada, marqués de Campo, condes de Casa Valencia, marqués de Lapuente Sotomayor y marquesa de Casariego. Más adelante realizó trabajos para la restauración de la iglesia de San Francisco el Grande, siendo suyas las composiciones de las vidrieras de la iglesia que representan La presentación de la Virgen en el templo, La Anunciación y la Visita a Santa Isabel, como también las del coro representando los cuatro evangelistas, san Pedro y san Pablo.
Falleció en 1930 en Madrid.